# Eugenics Versus Love
Eugenics Versus Love è un cortometraggio muto del 1914 diretto da Harry A. Pollard. Prodotto dalla Beauty (American Film Manufacturing Company) su un soggetto di M.H. McKinstry, il film è una commedia che aveva come interpreti lo stesso regista, sua moglie Margarita Fischer, Fred Gamble e Joe Harris.

## Trama
Una nuova ditta di alimenti vuole lanciare sul mercato un prodotto per la prima colazione, Desiccated Embrosia, accompagnato da un concorso dove i candidati che accetteranno di sposarsi e stabilirsi a a Battle River, in California, e di cedere i diritti delle loro immagini utilizzate come marchio di fabbrica, avranno un premio di cinquemila dollari. I concorrenti, però, si rivelano essere tutte donne: i dirigenti dell'azienda spingono perciò a presentarsi come concorrente Squint Bumpus, un ragazzo di bottega che lavora lì vicino e che corrisponde alle caratteristiche del candidato ideale. Squint, però, ha già la ragazza, la bella del posto, Maggie Pimento. I due, per sfuggire alle insidie dei produttori, decidono di sposarsi subito. Ma Squint, che non è ancora maggiorenne, non riesce a ottenere la licenza matrimoniale. Il compleanno, però, sarà fra tre giorni. I due innamorati prendono con sé la donna prescelta come sposa per Squint, nascondendola. Preoccupati per la sparizione della donna eugenetica, i dirigenti mettono in palio un premio di cinquemila dollari per chi potrà dare informazioni per ritrovarla. Il giorno del compleanno di Squint, il giovane e Maggie si sposano. Quindi, dopo avere rivelato dove si trova la donna eugenetica, incassano la ricompensa.

## Produzione
Il film fu prodotto dalla Beauty (American Film Manufacturing Company).

## Distribuzione
Distribuito dalla Mutual, il film - un cortometraggio in una bobina - uscì nelle sale statunitensi il 5 maggio 1914. Nello stesso anno, la American Co. lo distribuì nel Regno Unito.